# Provincia Karaman
Provincia Karaman este o provincie a Turciei cu o suprafață de 9,163 km², localizată în partea centrală a Turciei.

## Districte
Adana este divizată în 6 districte (capitala districtului este subliniată): 
- Ayrancı
- Bașyayla
- Ermenek
- Karaman
- Kazımkarabekir
- Sarıveliler